# 유이중 (고곽후)
유이중(劉異衆, ? ~ ?)은 전한 말기의 제후로, 하간헌왕의 후손이다.

## 생애
원연 원년(기원전 12년), 형 유패를 끝으로 끊겨 있었던 고곽후(高郭侯) 작위를 이어받았다. 사후 아들 유발이 작위를 이었다.

## 출전
- 반고, 《한서》 권15상 왕자후표 上

| 선대 형 고곽애후 유패 | 전한의 고곽후 기원전 12년 ~ ? | 후대 아들 유발 |